# 園田康博
園田 康博（そのだ やすひろ、1967年6月9日 - ）は、日本の政治家。
衆議院議員（3期）、環境副大臣兼内閣府副大臣（第3次野田改造内閣）、内閣府大臣政務官（菅直人改造内閣）などを歴任。

## 概要

### 経歴
岐阜県岐阜市生まれ。岐阜県立羽島北高等学校卒業後、2年間の浪人を経て、日本大学法学部政治経済学科卒業。日本大学大学院法学研究科政治学専攻修士課程修了。
慶應義塾大学大学院法学研究科研究生を経て、1997年4月から二松學舎大学で行政法の講師を務める。その後、慶應義塾大学大学院法学研究科、同大学通信教育課程、白梅学園短期大学、カナダ・バーナビー・カレッジで教鞭を執った。その傍ら、防衛政策青年会議（現・防衛政策懇話会）事務局長や社団法人海外広報協会研究員、千葉県沼南町情報公開審査会委員を務める。
1998年、第18回参議院議員通常選挙に岐阜県選挙区から自由連合公認で出馬したが、得票は6人の候補者で最下位（落選）。
2000年、第42回衆議院議員総選挙には、民主党に移籍し岐阜3区から出馬したが、武藤嘉文（自由民主党）に敗れ、落選。
2003年、第43回衆議院議員総選挙にも、民主党公認で岐阜3区から出馬。小選挙区では武藤に敗れたが、重複立候補していた比例東海ブロックで復活し初当選。1996年の小選挙区制導入後県内の小選挙区に立候補した非自民候補で初めて議席を獲得することになった。
2005年の第44回衆議院議員総選挙でも、小選挙区では武藤容治（武藤嘉文の次男）で敗れたものの、比例復活により2選。
2009年の第45回衆議院議員総選挙では、政権交代の波が保守王国岐阜にも及んだ影響で初めて小選挙区で当選。武藤容治を小選挙区制導入後県内小選挙区に立候補した自民候補で初めて落選させるほどの大勝であった。
民主党政権下では、2010年9月に内閣府大臣政務官（菅直人改造内閣）に、2012年10月に環境副大臣・内閣府副大臣（第3次野田改造内閣）に就任。
しかし2012年12月16日の第46回衆議院議員総選挙は民主党への逆風の影響で前回下した武藤に敗れ、重複立候補していた比例東海ブロックでも復活できず落選。
2014年12月14日の第47回衆議院議員総選挙に岐阜3区から出馬したが、再び落選。
落選後は表舞台には出ず、2015年6月13日、政界引退を表明した。
2020年3月14日をもって株式会社ACD代表取締役を退任。

## 低濃度汚染水を浄化した水を飲用
2011年10月7日より東京電力が福島第一原子力発電所5、6号機にたまっていた低濃度とされる放射能汚染水を発電所内の山林へ散水しはじめたことに関連して、10月13日の共同記者会見でジャーナリストの寺澤有から「東京電力は『（放射能汚染水は）口に入れても大丈夫』と答弁しているが、汚染水をコップに入れて飲むつもりはあるか」と聞かれ、「パフォーマンスということではなくしっかり飲水させていただく」と答えたことが波紋を呼んだ。同年10月31日の共同記者会見で、敷地内に散布している5、6号機の建屋地下水を浄化した水を飲んだ。その時の会見では「私が飲んだからといって安全性が証明できるわけではなく、意義はない。要望があったために飲んだ」と釈明をした。またフリージャーナリストたちが要求していた福島第一原発現地での飲水と同行取材は実現しておらず園田氏が処理水を飲む時になってようやくトリチウムについての結果が公表された。これは飲水しなければ発表されなかったものであろうと指摘される。その後、体調を問われ「ハハハ。まだ、そんなこと言ってるんですか。もちろん、何もありません」と答えた。
2023年8月24日に東日本大震災で被災した東京電力福島第一原子力発電所から出たALPS処理水の海洋放出が開始されてから、中国のインターネット上で園田に関して「がんで死亡した」とのデマが広がったが、園田は9月2日共同通信の電話取材に応じデマを否定した。飲用がきっかけでデマが広がっていることに対して「震災を経験された人や福島県の人にあらためておわびしたい」とも語った。

## 人物
- 慶應義塾大学では、小林節法学部教授（当時）に師事し、その憲法観を学んだという。また、伊藤真とともに、小林教授の授業の共同担当者をしていた[7]。

## 所属していた団体・議員連盟
- リベラルの会
- 人権政策推進議員連盟（事務局次長）
- インクルーシブ教育を推進する議員連盟（副幹事長）

## 著書
- 『憲法（全訂版）』小林節共著、南窓社、2014年。 ISBN 978-4-8165-0260-6